# Lampre-Merida/Saison 2013
Dieser Artikel listet Erfolge und Fahrer des Radsportteams Lampre-Merida in der Saison 2013 auf.

## Erfolge in der UCI World Tour
| Datum        | Rennen                    | Sieger          |
| ------------ | ------------------------- | --------------- |
| 27. Juli     | 1. Etappe Tour de Pologne | Diego Ulissi    |
| 1. September | Grand Prix Ouest France   | Filippo Pozzato |

## Erfolge in der UCI Africa Tour
| Datum      | Rennen                              | Kat. | Sieger        |
| ---------- | ----------------------------------- | ---- | ------------- |
| 15. Januar | 2. Etappe La Tropicale Amissa Bongo | 2.1  | Andrea Palini |

## Erfolge in der UCI Europe Tour
| Datum         | Rennen                                   | Kat. | Sieger            |
| ------------- | ---------------------------------------- | ---- | ----------------- |
| 16. Februar   | Trofeo Laigueglia                        | 1.1  | Filippo Pozzato   |
| 21. März      | 2. Etappe Settimana Internazionale       | 2.1  | Diego Ulissi      |
| 22. März      | 3. Etappe Settimana Internazionale       | 2.1  | Damiano Cunego    |
| 23. März      | 4. Etappe Settimana Internazionale (EZF) | 2.1  | Adriano Malori    |
| 20.–24. März  | Gesamtwertung Settimana Internazionale   | 2.1  | Diego Ulissi      |
| 25. Mai       | 4. Etappe Bayern-Rundfahrt (EZF)         | 2.HC | Adriano Malori    |
| 22.–26. Mai   | Gesamtwertung Bayern-Rundfahrt           | 2.HC | Adriano Malori    |
| 21. August    | Coppa Agostoni                           | 1.1  | Filippo Pozzato   |
| 23. August    | Tre Valli Varesine                       | 1.HC | Kristijan Đurasek |
| 21. September | GP Costa degli Etruschi                  | 1.1  | Michele Scarponi  |
| 2. Oktober    | Mailand–Turin                            | 1.HC | Diego Ulissi      |
| 10. Oktober   | Coppa Sabatini                           | 1.1  | Diego Ulissi      |
| 12. Oktober   | Giro dell’Emilia                         | 1.HC | Diego Ulissi      |

## Zugänge – Abgänge
| Zugänge                   | Team 2012                    | Abgänge                             | Team 2013               |
| ------------------------- | ---------------------------- | ----------------------------------- | ----------------------- |
| Roberto Ferrari           | Androni Giocattoli-Venezuela | Danilo Hondo                        | RadioShack Leopard      |
| José Serpa                | Androni Giocattoli-Venezuela | Grega Bole                          | Vacansoleil-DCM         |
| Miguel Ubeto              | Androni Giocattoli-Venezuela | Dmytryj Krywzow                     | ISD Continental Team    |
| Elia Favilli              | Farnese Vini-Selle Italia    | Olexandr Scheydyk                   | ISD Continental Team    |
| Filippo Pozzato           | Farnese Vini-Selle Italia    | Witalij Buz                         | Kolss Cycling Team      |
| Kristijan Đurasek         | Adria Mobil                  | Denys Kostjuk                       | Kolss Cycling Team      |
| Luca Dodi                 | Team Idea                    | Oleksandr Kwatschuk                 | Kolss Cycling Team      |
| Andrea Palini             | Team Idea                    | Marco Marzano                       | Karriereende            |
| Maximiliano Richeze       | Team Nippo                   | Daniele Righi                       | Karriereende            |
| Mattia Cattaneo           | Neoprofi                     | Alessandro Spezialetti              | Karriereende            |
| Luca Wackermann           | Neoprofi                     | Jurij Kriwzow                       | Unbekannt               |
| Jan Polanc (ab 1. August) | Radenska                     | Morris Possoni                      | Unbekannt               |
|                           |                              | Alessandro Petacchi (bis 23. April) | Omega Pharma-Quick Step |

## Mannschaft
| Name                | Geburtstag         | Nationalität |              |
| ------------------- | ------------------ | ------------ | ------------ |
| Winner Anacona      | 11. August 1988    | Kolumbien    |              |
| Matteo Bono         | 11. November 1983  | Italien      |              |
| Mattia Cattaneo     | 25. Oktober 1990   | Italien      |              |
| Davide Cimolai      | 13. August 1989    | Italien      |              |
| Damiano Cunego      | 19. September 1981 | Italien      |              |
| Luca Dodi           | 26. Mai 1987       | Italien      |              |
| Kristijan Đurasek   | 26. Juli 1987      | Kroatien     |              |
| Elia Favilli        | 31. Januar 1989    | Italien      |              |
| Roberto Ferrari     | 9. März 1983       | Italien      |              |
| Massimo Graziato    | 25. September 1988 | Italien      |              |
| Matthew Lloyd       | 24. Mai 1983       | Australien   |              |
| Adriano Malori      | 28. Januar 1988    | Italien      |              |
| Manuele Mori        | 9. August 1980     | Italien      |              |
| Przemysław Niemiec  | 11. April 1980     | Polen        |              |
| Andrea Palini       | 16. Juni 1989      | Italien      |              |
| Daniele Pietropolli | 11. Juli 1980      | Italien      |              |
| Jan Polanc          | 6. Mai 1992        | Slowenien    |              |
| Filippo Pozzato     | 10. September 1981 | Italien      |              |
| Maximiliano Richeze | 7. März 1983       | Argentinien  |              |
| Michele Scarponi    | 25. September 1979 | Italien      |              |
| José Serpa          | 17. April 1979     | Kolumbien    |              |
| Simone Stortoni     | 7. Juli 1985       | Italien      |              |
| Miguel Ubeto 1      | 2. September 1976  | Venezuela    |              |
| Diego Ulissi        | 15. Juli 1989      | Italien      |              |
| Davide Viganò       | 12. Juni 1984      | Italien      |              |
| Luca Wackermann     | 13. März 1992      | Italien      |              |
| Stagiaires          | Stagiaires         | Nationalität | Nationalität |
| Niccolò Bonifazio   | Niccolò Bonifazio  | Italien      |              |
| Enea Cambianica     | Enea Cambianica    | Schweiz      |              |
| Valerio Conti       | Valerio Conti      | Italien      |              |